# Marc Louise
Pour les articles homonymes, voir Louise.
Marc Louise, né le 24 novembre 1949 à Caen, et mort le 18 février 2013 à Dinan, est un artiste peintre, lithographe, illustrateur et sculpteur.

## Biographie
Marc Louise est né le 24 novembre 1949 à Caen,.
Il étudie la lithographie à Paris lorsqu'il est admis à l'École des Beaux-Arts de Tourcoing. Détenteurs de plusieurs diplômes d'art, il étudie à l'École des Arts Décoratifs de Paris.
Il s'installe à Dinan en 1974 et y créé un atelier de lithographie, de sculpture et de tissage.
Dans cette même ville il crée en 1985 le festival d'art contemporain « Connexion » avec le plasticien Gérard Pasquet.
Professeur de sculpture en 1993, il meurt des suites d'une maladie le 18 février 2013 à Dinan, à Bécherel.

## Publications
- Bécherel au fil de l'histoire (Ille-et-Vilaine) : une commune rurale à travers les siècles, avec Yvon Kérurien, 1986,  (ISBN 978-2950156600)
- Les taquineries d'Eros : recueil collectif, avec Gérard Pasquet, 2009,  (ISBN 9782953131031)
- Bréviaire érotique, avec Patrick Huré et Battulga Dashdor, 2010,  (ISBN 978-2-9531310-7-9)
- Illustrations dinanaises, avec un texte de Loïc-René Vibert, Dinan, Maisons du gouverneur, 1977 (BNF 34611948)